# Kondratowice (stacja kolejowa)
Kondratowice – nieczynna stacja kolejowa w miejscowości Kondratowice, w województwie dolnośląskim, w powiecie strzelińskim, w gminie Kondratowice, w Polsce.
| Kondratowice                                             |  |                                                      |
| Linia 304 Brzeg – Łagiewniki Dzierżoniowskie (43,250 km) |  |                                                      |
| Karszówodległość: 5,532 km                               |  | Łagiewniki Dzierżoniowskie Stare odległość: 6,395 km |
| Linia 320 Kondratowice – Wałbrzych Główny (0,000 km)     |  |                                                      |
|                                                          |  | Księgnice Wielkie odległość: 1,886 km                |